# Abanico del Pastaza
El Abanico del Pastaza es un conjunto de humedales peruanos ubicados en las provincias de Loreto-Nauta, Alto Amazonas y Datem del Marañón en el departamento de Loreto.
Es un abanico aluvial compuesto por sedimentos volcánicos traídos desde Ecuador. esta conformados por humedales permanentes y estacionales. Contiene una población de palmeras y especies de peces. El 5 de junio de 2002 fue designada sitio Ramsar.